# Périgord-i iskola
A périgord-i iskola az ősember périgord-i kultúrájának részét képező sziklarajzok, barlangképek korai stílusa – Európában körülbelül 30 000 és 15 000 évvel ezelőtti szakaszban. (Az ősember művészetét Henri Breuil osztotta két szakaszra).

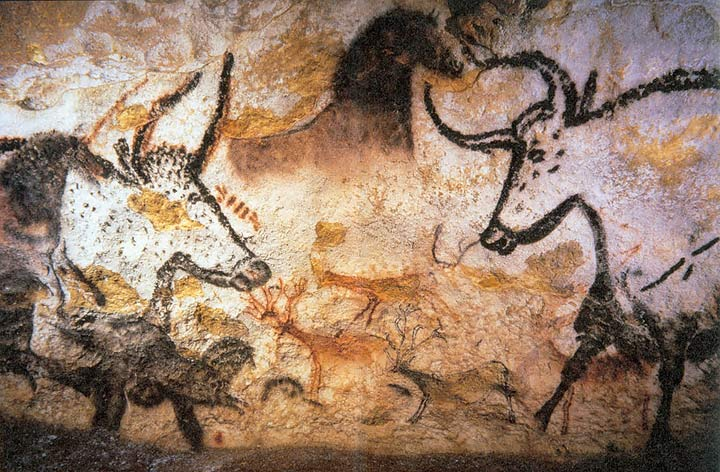
Csavart perspektívájú bikarajzok a Lascaux-i barlangban

Az újkőkorszak művészetének első jelei azok a görbe vonalak, amelyeket az ősember a barlang agyagos talajába húzott az ujjával vagy egyéb eszközzel. Ezekből a vonalakból apránként állatok körvonalai bontakoztak ki, majd ezeket a barlang falára is fölkenték. Az ősember kezének a körvonalait is gyakran a falon hagyta. Egy idő múlva az állatok körvonalait elkezdték fekete vagy vörös festékkel kitölteni – eközben egyes részeiket olykor üresen hagyták. Az állatok mozgását általában természetesen és oldalról ábrázolták, a szarvakat azonban csavart perspektívából, szemből. Ilyen, a périgord-i iskola utolsó szakaszában készült, kétszínű festmények láthatók a híres Lascaux-i barlangban.